# Distretto di Anding (Tainan)
Il distretto di Anding (安定區S, Āndìng QūP) è un distretto della città di Tainan, situata a Taiwan.